# Orlane Kanor
Orlane Kanor (ur. 16 lipca 1997 r. w Les Abymes) – francuska piłkarka ręczna, reprezentantka kraju, zawodniczka Metz Handball, występująca na pozycji lewej rozgrywającej.
W 2017 roku na mistrzostwach świata w Niemczech została mistrzynią świata. Rok później podczas mistrzostw Europy we Francji zdobyła złoty medal.
Ma bliźniaczą siostrę Laurę, która również jest piłkarką ręczna występującą w Metz Handball.

## Sukcesy reprezentacyjne
- Mistrzostwa świata:
  -  2017
- Mistrzostwa Europy:
  -  2018

## Sukcesy klubowe
- Mistrzostwa Francji:
  -  2016-2017, 2017-2018 (Metz Handball)
- Puchar Francji:
  -  2016-2017 (Metz Handball)
  -  2017-2018 (Metz Handball)